# Копані (Столинський район)
Копані - село у Столинському районі Брестської області. Входить до складу Речицької селищної ради. 
Населення - 108 осіб. Територія села практично межує з кордоном між Білоруссю та Україною.

## Напад
11 березня 2022 російські літаки обстріляли населений пункт Копані. Це було зроблено провокаційно, задля того, аби дати привід втягнути Збройні сили Білорусі у війну з Україною.
О 14:30 від Державної прикордонної служби України надійшла інформація, що російські літаки вилетіли з аеродрому Дубровиця (Білорусь).
Вони зайшли на територію України, розвернулися над українськими населеними пунктами Городище та Тумень, після чого завдали удару по Копанях.
Також у Повітряних Сил ЗСУ є інформація про обстріл населених пунктів Бухличі та Верхній Теребежів (Білорусь).
Міноборони Білорусі заперечило цю інформацію.